# Vad István (játékvezető)
Vad István (Budapest, 1979. május 30. –) – közismert nevén Vad II István, becenevén "a bika" – magyar nemzetközi labdarúgó-játékvezető.

## Pályafutása

### Labdarúgóként
Gyermekkorában a Rákosmenti TK-ban (RTK) kezdett futballozni, majd a Ferencváros (FTC), végül a Budapesti VSC (BVSC) ifjúsági keretében kergette a labdát. Hamar felismerte, hogy labdarúgóként nem sokra fogja vinni[forrás?].
A Budapest játékvezető válogatottjának emblematikus játékosa, később mentális trénere, napjainkban pedig szövetségi edzője. Első tornáján vezetése alatt döntőig menetelt a csapat.

### Nemzeti játékvezetés
A játékvezetésből 1995-ben Budapesten vizsgázott. A Budapesti Labdarúgó-szövetség (BLSZ) által üzemeltetett labdarúgó bajnokságokban kezdte sportszolgálatát.[forrás?] Fiatal kora miatt kettő éven keresztül csak gyermekmeccseket vezethetett.[forrás?]  javaslatára 1997-ben vezette első BLSZ II-es felnőtt mérkőzését, 1997-től a BLSZ I keret tagja. 
| Időpont | Helyszín                     | Mérkőzés típusa           | Mérkőzés                   |
| ------- | ---------------------------- | ------------------------- | -------------------------- |
| 1997.   | Aszfaltozó Stadion, Budapest | első BLSZ II o. mérkőzése | Aszfaltozó–Közterület      |
| 1997.   | Erdért Stadion, Budapest     | első BLSZ I o. mérkőzése  | Erdért–HERTA               |
| 2001.   | Sziget Stadion, Esztergom    | első NB III-as mérkőzése  | Esztergom SC–Ercsi Kinizsi |

A BLSZ Játékvezető Bizottsága (JB) javaslatára 2001-ben NB III-as, egyben országos utánpótlás bíró. Az MLSZ JB minősítésével 2002-től NB II-es, majd NB I/B-s. 2004-től NB I-es bíró. 2013-tól a tizenkettő hivatásos játékvezető között van. Küldési gyakorlat szerint rendszeres 4. bírói, illetve alapvonalbírói szolgálatot is végez. 
NB I-es mérkőzéseinek száma: 306. 
Az aktív játékvezetéstől 2025. május 23. napján vonult vissza.
| Időpont          | Helyszín                        | Mérkőzés típusa                  | Mérkőzés                 | Eredmény | Nézők száma |
| ---------------- | ------------------------------- | -------------------------------- | ------------------------ | -------- | ----------- |
| 2004. április 3. | Káposztás utcai Stadion, Sopron | első NB I-es mérkőzése           | Matáv Sopron–Videoton FC | 5 – 0    | 3800        |
| 2025. május 24.  | Paks                            | utolsó, 306. NB. I-es mérkőzésen | Paks FC - Kecskemét FC   | 1 – 1    |             |

##### Magyar labdarúgókupa
| Időpont         | Helyszín                           | Mérkőzés típusa   | Mérkőzés                          | Eredmény | Nézők száma |
| --------------- | ---------------------------------- | ----------------- | --------------------------------- | -------- | ----------- |
| 2008. június 4. | Oláh Gábor utcai stadion, Debrecen | döntő 2. mérkőzés | Debreceni VSC–Budapest Honvéd FC  | 2 – 1    | 4000        |
| 2010. május 26. | Népstadion, Budapest               | döntő             | Debreceni VSC–Zalaegerszegi TE FC | 3 – 2    | 5000        |
| 2023. május 4.  | Puskás Aréna                       | döntő             | Budafok - Zalaegerszegi TE FC     | 0 - 2    | 24.152      |

### Nemzetközi játékvezetés
A Magyar Labdarúgó-szövetség JB terjesztette fel nemzetközi játékvezetőnek, a Nemzetközi Labdarúgó-szövetség (FIFA) 2007-től tartja nyilván bírói keretében. A FIFA JB központi nyelvei közül az angolt és a spanyolt beszéli. 27 évesen vezette első nemzetközi mérkőzését. Az UEFA JB, a talent program keretében megkülönböztetett figyelemmel kíséri szakmai tevékenységét[forrás?]. 2009-től az UEFA JB besorolás szerint 2. kategóriás bírót. 2010. októbertől Kassai Viktor mellett bekerült a legrangosabb játékvezetők közé. A Bajnokok Ligájában (BL) meccseket vezető európai bírók legfiatalabbja. Több nemzetek közötti válogatott, valamint Intertotó-kupa, Európa-liga és UEFA-bajnokok ligája klubmérkőzést vezetett, vagy működő társának 4. bíróként segített. A magyar nemzetközi játékvezetők rangsorában, a világbajnokság-Európa-bajnokság sorrendjében a 6. helyet foglalja el, 9 találkozó szolgálatával.
A 2025. évtől az MLSZ nem jelölte a nemzetközi játékvezetői keretbe, azonban videóbíróként továbbra is számításba veheti az UEFA.
| Időpont            | Helyszín                     | Mérkőzés típusa             | Mérkőzés                    | Eredmény |
| ------------------ | ---------------------------- | --------------------------- | --------------------------- | -------- |
| 2007. július 7.    | Stadion Ljudski vrt, Maribor | első nemzetközi mérkőzése   | NK Maribor–FK Hajduk Kula   | 2 – 0    |
| 2024. december 19. | Bruges                       | utolsó nemzetközi mérkőzése | Bruge KSC - Rams BAŞAKŞEHİR |          |

#### Labdarúgó-világbajnokság
A 2011-es U20-as labdarúgó-világbajnokságon, valamint a 2015-ös U20-as labdarúgó-világbajnokságon a FIFA JB bírói szolgálattal foglalkoztatta.

##### 2011-es U20-as labdarúgó-világbajnokság
| Időpont             | Helyszín                                             | Mérkőzés típusa              | Mérkőzés              | Eredmény | Nézők száma |
| ------------------- | ---------------------------------------------------- | ---------------------------- | --------------------- | -------- | ----------- |
| 2011. július 29.    | Atanasio Girardot Stadion, Medellín                  | csoportmérkőzés (F. csoport) | Argentína–Mexikó      | 1 – 0    | 21 981      |
| 2011. augusztus 2.  | El Campín Stadion, Bogotá                            | csoportmérkőzés (A. csoport) | Kolumbia–Mali         | 2 – 0    | 33 158      |
| 2011. augusztus 10. | Metropolitano Roberto Meléndez Stadion, Barranquilla | egyik nyolcaddöntő           | Brazília–Szaúd-Arábia | 3 – 0    | 36 269      |

##### 2015-ös U20-as labdarúgó-világbajnokság
| Időpont          | Helyszín                       | Mérkőzés típusa              | Mérkőzés          | Eredmény | Nézők száma |
| ---------------- | ------------------------------ | ---------------------------- | ----------------- | -------- | ----------- |
| 2015. június 3.  | Waikato Stadion, Hamilton      | csoportmérkőzés (C. csoport) | Szenegál–Kolumbia | 1 – 1    | 3981        |
| 2015. június 11. | Taranaki Stadion, New Plymouth | egyik nyolcaddöntő           | Brazília–Uruguay  | 0 – 0    | 4358        |

---
A  2010-es labdarúgó-világbajnokságon, illetve a 2014-es labdarúgó-világbajnokságon a FIFA JB bíróként alkalmazta. Selejtező mérkőzéseket az UEFA zónában vezetett.

##### 2010-es labdarúgó-világbajnokság
| Időpont             | Helyszín                    | Mérkőzés típusa           | Mérkőzés                 | Eredmény | Nézők száma |
| ------------------- | --------------------------- | ------------------------- | ------------------------ | -------- | ----------- |
| 2008. október 15.   | Maksimir Stadion, Zágráb    | előselejtező (6. csoport) | Horvátország–Andorra     | 4 – 0    | 14 441      |
| 2009. szeptember 9. | Svangaskarð Stadion, Toftir | előselejtező (7. csoport) | Feröer-szigetek–Litvánia | 2 – 1    | 1 942       |

##### 2014-es labdarúgó-világbajnokság
| Időpont             | Helyszín                    | Mérkőzés típusa           | Mérkőzés          | Eredmény | Nézők száma |
| ------------------- | --------------------------- | ------------------------- | ----------------- | -------- | ----------- |
| 2013. március 26.   | Karađorđe Stadion, Újvidék  | előselejtező (A. csoport) | Szerbia–Skócia    | 2 – 0    | 6500        |
| 2013. szeptember 6. | Stožice Stadion, Ljubljana  | előselejtező (E. csoport) | Szlovénia–Albánia | 1 – 0    | 13 843      |
| 2013. október 11.   | Laugardalsvöllur, Reykjavík | előselejtező (E. csoport) | Izland–Ciprus     | 2 – 0    | 9767        |

#### Labdarúgó-Európa-bajnokság
A 2009-es U19-es labdarúgó-Európa-bajnokságon az UEFA JB bíróként foglalkoztatta.
| Időpont          | Helyszín                   | Mérkőzés típusa              | Mérkőzés              | Eredmény |
| ---------------- | -------------------------- | ---------------------------- | --------------------- | -------- |
| 2009. július 21. | Zapadnyi Stadion, Mariupol | csoportmérkőzés (B. csoport) | Franciaország–Szerbia | 1 – 1    |
| 2009. július 27. | Olimpiai Stadion, Doneck   | csoportmérkőzés (A. csoport) | Svájc–Ukrajna         | 0 – 1    |

---
A  2012-es labdarúgó-Európa-bajnokságon, valamint a 2016-os labdarúgó-Európa-bajnokságon az UEFA JB játékvezetőként vette igénybe szolgálatát.

##### 2012-es labdarúgó-Európa-bajnokság
| Időpont             | Helyszín                       | Mérkőzés típusa        | Mérkőzés               | Eredmény | Nézők száma |
| ------------------- | ------------------------------ | ---------------------- | ---------------------- | -------- | ----------- |
| 2010. szeptember 3. | Városi Saupin Stadion, Asztana | selejtező (A. csoport) | Kazahsztán–Törökország | 0 – 3    | 25 000      |
| 2011. március 26.   | Aviva Stadion, Dublin          | selejtező (B. csoport) | Írország–Macedónia     | 2 – 1    | 32 000      |

##### 2016-os labdarúgó-Európa-bajnokság
| Időpont             | Helyszín                          | Mérkőzés típusa           | Mérkőzés                                          | Eredmény | Nézők száma |
| ------------------- | --------------------------------- | ------------------------- | ------------------------------------------------- | -------- | ----------- |
| 2015. március 28.   | Nemzeti Stadion, Andorra la Vella | előselejtező (B. csoport) | Andorrai labdarúgó-válogatott–Bosznia-Hercegovina | 0 – 3    | 2498        |
| 2015. szeptember 7. | Aviva Stadion, Dublin             | előselejtező (D. csoport) | Észak-Írország–Grúzia                             | 1 – 0    | 27 200      |
| 2015. október 9.    | Wembley Stadion, London           | előselejtező (E. csoport) | Anglia–Észtország                                 | 2 – 0    | 75 427      |

#### Ifjúsági olimpiai játékok
A 2010. évi nyári ifjúsági olimpiai játékokon a FIFA JB bíróként alkalmazta. Európából a magyar játékvezetőt és segítőit Ring Györgyöt valamint Albert Istvánt delegálták. Csoportmérkőzése egyben a torna nyitótalálkozója volt.
| Időpont             | Helyszín                       | Mérkőzés típusa              | Mérkőzés                                                                                     | Eredmény | Nézők száma |
| ------------------- | ------------------------------ | ---------------------------- | -------------------------------------------------------------------------------------------- | -------- | ----------- |
| 2010. augusztus 13. | Jalan Besar Stadion, Szingapúr | csoportmérkőzés (C. csoport) | Bolívia az ifjúsági olimpiai játékokon–Vanuatu a 2010. évi nyári ifjúsági olimpiai játékokon | 0 – 2    | 2 479       |
| 2010. augusztus 22. | Jalan Besar Stadion, Szingapúr | egyik elődöntő               | Szingapúr az ifjúsági olimpiai játékokon–Haiti az ifjúsági olimpiai játékokon                | 2 – 0    | 6 000       |
| 2010. augusztus 25. | Jalan Besar Stadion, Szingapúr | döntő                        | Haiti az ifjúsági olimpiai játékokon–Bolívia az ifjúsági olimpiai játékokon                  | 0 – 5    | 5 230       |

#### Nemzetközi kupamérkőzések
2010-ben a legfiatalabb (31 éves) bíróként vezethetett mérkőzést az UEFA-bajnokok ligájában.

##### UEFA-bajnokok ligája
| Időpont           | Helyszín                     | Mérkőzés típusa  | Mérkőzés                                    | Eredmény |
| ----------------- | ---------------------------- | ---------------- | ------------------------------------------- | -------- |
| 2010. október 19. | Vélodrome Stadion, Marseille | első BL mérkőzés | Olympique de Marseille–MŠK Žilina (szlovák) | 1 – 0    |

## Szakmai sikerek
2005/2006 évadban a Nemzeti Sport osztályzatai alapján, 8,23-as átlaggal az "Év Játékvezetője" címet kapta. Az MLSZ JB 8,5-ös átlaggal értékelte tevékenységét. Tavasszal, a 9 mérkőzéséből ötször kapta meg a forduló játékvezetője kitüntető címet. Az ellenőröktől öt alkalommal kapott 9-es osztályzatot.[forrás?]

## Pozitív sztori
Az első NB III-as mérkőzésén Esztergomban az egyik hazai csatárt a büntetőterületen belül buktatták. Amikor a síp megszólalt ott volt az esemény közelében. A védő egy erőteljes rúgással felszabadítást végzett, de olyan pontosan célzott, hogy Istvánt pont fejbe rúgta. A rúgás erejének köszönhetően - kiütötte a labda -, csak a kórházban tért magához. Két hét múlva újra a pályán volt.[forrás?]

## Sportcsalád
A nagymama a (akkor még) Testnevelési Főiskola tanáraként (Nemzeti Sport 2008) labdarúgók oktatásáért volt felelős személy.[forrás?] A nagyapa, id. Vad István az aktív labdarúgást befejezve a budapesti (megyei) bajnokságban bíráskodott.[forrás?] Vad István, gyorsan végigjárva a játékvezetői szinteket. Hamarosan a FIFA JB nemzetközi bírói közé került. Az unoka, a Vad II. István, 16. életévet betöltve vizsgázott játékvezetésből.[forrás?] Szakmai eredményei alapján maga is FIFA  JB játékvezető. A női labdarúgás rohamos fejlődésével Vad Anita is játékvezető/asszisztens. Európában, de talán a világon is különleges esemény, hogy a nagyapa az apa, a fiú (unoka) és a lány (unoka) is minősített játékvezető lett. Ritkaságszámba megy az is, hogy egy családból két FIFA JB minősítésű játékvezető nevelődik. Elvált, két házasságából két fiúgyermek édesapja; élettársa Puskás Gabriella labdarúgó-játékvezető.

## Stadion avatás
Az átadó ünnepség után, fő műsorként a két csapat egy barátságos mérkőzést játszott. A játékvezető édesapja az előző Üllői úti Stadionban csatárként rendszeres közreműködő volt.
| Időpont             | Helyszín                 | Mérkőzés típusa | Mérkőzés                   | Játékvezető   | Eredmény |
| ------------------- | ------------------------ | --------------- | -------------------------- | ------------- | -------- |
| 2014. augusztus 10. | Groupama Aréna, Budapest | stadion avatás  | Ferencvárosi TC–Chelsea FC | Vad II István | 1 – 2    |

## Külső hivatkozások
- Vad II. István. World Referee. [2014. október 21-i dátummal az eredetiből archiválva]. (Hozzáférés: 2016. január 22.)
- Vad II. István. footballzz.com. (Hozzáférés: 2016. január 22.)
- Vad II. István. footballdatabase.eu. (Hozzáférés: 2016. január 22.)
- Vad II. István. scoreshelf.com. [2016. január 21-i dátummal az eredetiből archiválva]. (Hozzáférés: 2016. január 22.)
- Vad II. István. football-lineups.com. (Hozzáférés: 2016. január 22.)
- Vad II. István. eu-football.info. (Hozzáférés: 2016. január 22.)
- Vad István. uefa.com. (Hozzáférés: 2016. január 22.)
- Vad István. nela.hu. (Hozzáférés: 2016. január 22.)

| Elődje: Kezdet | Ifjúsági olimpiai játékok döntő 2010 | Utódja: Sascha Amhof svájci |